# サムライ・レンズマン
『サムライ・レンズマン』は、徳間デュアル文庫から2001年に刊行された古橋秀之著のSF小説。スペースオペラの名作「レンズマン」シリーズの外伝。ISBN 978-4199050923
レンズマンシリーズ本編のうち、『第二段階レンズマン』と『レンズの子供たち』の間のエピソードであり、レンズマンシリーズ本編に登場する重要人物が勢揃いする娯楽作品である。また、著作権者の遺族とライセンス契約を交わしており、単なる二次創作やパロディ小説ではなく、正式のシェアード・ワールド作品である。

## あらすじ
舞台はクロヴィアの戦いから5年後。
若きレンズマンのビル・モーガンと銀河パトロールは、ズウィルニク（麻薬業者）たちを本拠地の高層建築に追いつめていた。しかし高層建築物は密かに要塞化されており、宇宙戦艦並みの防御スクリーンまで装備されていた。
スクリーンに阻まれて突入できず、いらだちを募らせる彼らに短いレンズ通信が入る。装甲宇宙服に身を包んだそのレンズマンは衛星軌道上から要塞建築に急降下突入し、単身で全ズウィルニクを殲滅してあっという間に事件を解決してしまう。彼こそが通称「サムライ・レンズマン」、シン・クザクであった。
ちょうどそのころ、銀河系内に信じられないほど安価なシオナイト（使用者に著しく強い快感・全能感を与えるが、一度の使用で重篤な依存症に陥らせる麻薬）が流通しはじめ、滅ぼされたはずのボスコーンが復活したという噂が広まり出していた。任務解除により独立レンズマンとなったクザクは、ボスコーンを追いはじめる。
シオナイト流通ルートの端緒をつかんだビルは、狡猾な敵である「青いガンマン」デイルズの罠に落ち、瀕死の重傷を負わされる。瀕死のビルはわずかに残った最後の生命力を燃焼させて、全方位レンズ通信を放った。その叫びにクザクが応える!

## 主な登場人物

### 本作オリジナルの登場人物
シン・クザク
レンズマン。日系アルタイル人。本作の主人公。初登場時は軍事情報局（MIS）所属のレンズマンであったが、任務解除を受け独立レンズマンとなる。超重物質である単分子デュレウムを鋳込んだ日本刀を振るうサムライであり、アルタイル柔術の達人。盲目でありながら、優れた知覚力とサムライならではの鋭い感覚により、まったく不自由なく行動できる。「責任を取る」としてやたら腹を切りたがる奇癖がある。
ウィリアム・モーガン / ビル
トランジア麻薬局所属の新人レンズマン。地球系アルデバラン人。キャットの弟。
キャサリン・モーガン / キャット
ビルの姉。地球系アルデバラン人。男勝りの小惑星鉱夫。あだ名は山猫（ワイルドキャット）。小惑星をベースにした探鉱ステーション“エルバ”在住で、様々な人種の子供たちを引き取り、親代わりとして養育している。本作の時点で養育しているのはマナルカ人のドロシー、ヴェギア人のリッキー、チクラドリア人の双子レイとマギー、トミンガ人のデューンの5人。彼らはキャットやビルの「弟」「妹」と表現され、「義理」という言葉は一切使われていない。愛機は小型探鉱艇“ラッキーストライク”。
ジョナサン
レンズマン。マッコウクジラ。フリッパーとスキッパーという二頭のイルカをアシスタントとして、内部に熱帯の海を再現した球形宇宙船“フィッシュボウル（金魚鉢）”を駆る。エコロケーションの精神科学的応用であるサイコロケーション能力を持ち、長距離あるいは広範囲の思考波探査に長けている。
デイルズ（カロニアのデイルズ）
ボスコーン。青い肌の半カロニア人。銃器や火砲を偏愛する。冷酷にして激情家。
移動能力を持つダイソン球の中に恒星を丸ごと一個封入し、その膨大なエネルギーを動力源とする自動制御の超巨大機動要塞『フリードマン・シェル』で、単身銀河パトロール隊とボスコーン双方を敵に回して攻撃し、地球まで狙う。

### レンズマンシリーズからの登場人物
キムボール・キニスン / キム
第二段階レンズマンにして銀河調整官。クロヴィア在住の地球人。オフィスワークが大嫌い。本作では、少々尊大で図に乗った性格として描かれている。
クラリッサ・キニスン / クリス
旧姓はマクドゥガル。キムの妻。レッド・レンズマン。
クリストファー・キニスン / キット
キムとクリスの息子。未来の第三段階レンズマン。『レンズの子供たち』に登場する4人の妹はまだ誕生していない。
トレゴンシー
第二段階レンズマン。リゲル人。軍事情報局（MIS）の長。キットに対しては“トリッグおじさん”を自称する。クザクからアルタイル柔術の手ほどきを受けている。
ウォーゼル
第二段階レンズマン。ヴェランシア人。
ナドレック
第二段階レンズマン。パレイン人。
ユーコニドール
アリシア人。テレパシーでキットと接触し、その成長を見守っている。
ピーター・ヴァンバスカーク
銀河パトロール隊白兵隊所属。ヴァレリア人。キムの親友。
ウィリアム・“ワイルド・ビル”・ウィリアムス
酒とベントラム（麻薬）で身を持ち崩した隕石鉱夫であったが、希少金属を掘り当て財政界の著名人に上り詰めた鉱山紳士。本作では鉱夫子息の為の奨学金制度の主催者でもある。
デルゴン上帝族
かつてヴェランシア人を支配していた種族。知的生命体に拷問を加え、苦痛とともに放出される生命力を食べるという食性を持つ。

## サムライ・レンズマンの特殊能力
本作中でシン・クザクは、通常のレンズマンが持つ精神感応（テレパシー）以外に、ユニークな能力を発揮している。なお、クザクの行動パターンやその背景にある日系アルタイル人の文化は「外国人の目から見た侍や日本文化のカリカチュア」として描かれている。
アルタイル柔術
アルタイルに殖民した日系人の間で磨き上げられた格闘技の一種。「完全なる調和」をその極意とするなど、禅の影響を強く受けている。敵の運動ベクトルを制御することでいかなる巨漢でも軽々と投げ飛ばす技を持ち、クザクほどのマスター級になれば、20人のヴァレリア人が同時に襲いかかっても自らに触れさせることなく投げ飛ばすことができる。
明鏡止水（ミズカガミ）
自らの精神を鏡面化することにより、相手の殺意（テレパシーや精神攻撃も含む）を完全に反射する技。相手が殺意を抱いて攻撃を仕掛けた場合、反転された殺意によって相手は自滅（自殺）する。ただし、ロボットなどの精神を持たない相手には効き目がない。
武者走り（ムシャバシリ）
アルタイル柔術と「明鏡止水（ミズカガミ）」を統合した一対多戦闘の奥義。高速回転する独楽が、見かけは静止しているのに触れるものすべてをはじき返す様に例えられる。

## 関連事項
- ダイソン球
- タツモリ家の食卓